# Liwa (województwo warmińsko-mazurskie)
Liwa (niem. Bieberswalde) – wieś w Polsce, położona w województwie warmińsko-mazurskim, w powiecie ostródzkim, w gminie Miłomłyn. W latach 1975–1998 miejscowość należała administracyjnie do województwa olsztyńskiego.
Pod koniec XX w. we wsi był wiatrak, tak zwany paltrak, pochodzący z XIX wieku.

## Historia
Liwa powstała jako wieś szkatułowa na prawie chełmińskim, na 50 włókach w lesie, w którym uprzednio wypasano bydło książęce. Założenie wsi Janowi Thalersowi zlecił Krzysztof Bieber. 43 włoki oddano chłopom, 5 sołtysowi a dwie karczmarzowi. W 1686 r. wieś obejmowała zaledwie trzy włoki. Na początku XVIII chłopi byli zwolnieni z płacenia czynszu. W 1783 r. we wsi było 67 domów, natomiast w 1820 r. w 78 domach mieszkało 433 osób. W 1883 r. w Liwie była biblioteka polska. Według danych z 1895 r. wieś obejmowała 1616 ha ziemi i zamieszkana była przez 1145 osób.
W 1925 r. obszar wsi wynosił 2025 ha a liczba mieszkańców wynosiła 1089. W 1939 r. wieś zamieszkiwało 1027 ludzi. 12 listopada 1946 r. nadano miejscowości polską nazwę Liwa.